# Dallas Shirley
James Dallas Shirley (Washington, 7 giugno 1913 – DeSoto, 1º marzo 1994) è stato un cestista e arbitro di pallacanestro statunitense, membro del Naismith Memorial Basketball Hall of Fame dal 1980, in qualità di arbitro.

## Carriera
La sua carriera di arbitro è durata 33 anni: ha diretto oltre 2 000 incontri. Ha arbitrato in NBA, nel National Invitation Tournament, in NCAA ed inoltre ai Giochi panamericani del 1959 ed alle Olimpiadi 1960.